# Piper biauritum
Piper biauritum är en pepparväxtart som beskrevs av C. Dc. och Henri François Pittier. Piper biauritum ingår i släktet Piper, och familjen pepparväxter. Inga underarter finns listade i Catalogue of Life.